# Hotel Pez Espada
El Hotel Pez Espada es un edificio situado en el municipio español de Torremolinos, en la provincia de Málaga. Fue declarado Bien de Interés Cultural en 2006.

## Historia
Inaugurado el 31 de mayo de 1959 como establecimiento de cinco estrellas, desde sus inicios ha contado con ilustres clientes o visitantes como Humberto II de Italia, el rey Feisal, Balduino de Bélgica, la emperatriz Soraya de Persia, los Príncipes Rainiero y Gracia, los duques de Windsor, el rey de Bélgica Alberto II, Rita Hayworth, Frank Sinatra, Ava Gardner, Mary Pickford, Ingrid Bergman, Rock Hudson, Sofía Loren, Carlo Ponti, Kim Novak, Orson Welles, Boris Karloff, Raf Vallone, Marlon Brando, Peter Ustinov, Anthony Quinn, Trevor Howard, Claudia Cardinale, Raquel Welch, Xavier Cugat, Brigitte Bardot, el general argentino Perón o los barones de Rotschild, entre otros.
Frankie's Bar se ha convertido en una coctelería de primer nivel, el lugar perfecto para disfrutar de cócteles exclusivos, decorado con imágenes del famoso cantante Frank Sinatra.
Una característica única son las recién incorporadas en 2021, las Junior Suites Celebridades que están ubicadas en el séptimo piso del edificio principal del hotel, que fueron asignadas a celebridades y estrellas de cine que se hospedan en el hotel. Las tres Junior Suites Celebridades tienen un diseño ligeramente diferente. Están amueblados y decorados con un estilo elegante típico de finales de la década de 1950, cuando se construyó originalmente el hotel.
Entre los acontecimientos celebrados en el hotel, cabe destacar que en 1966/67 la prestigiosa modista Nina Ricci presentó en sus salones su colección de alta costura Otoño-Invierno, donde también han actuado prestigiosos cantantes como Julio Iglesias, Antonio Machín, Raphael, Joan Manuel Serrat, Rita Pavone o Massiel, entre otros.

## Descripción
El Hotel Pez Espada es desde su construcción un emblema del despegue turístico de la Costa del Sol a mediados del siglo XX y su arquitectura representa un hito del que se denominó "estilo del relax". Construido por los arquitectos Manuel Muñoz Monasterio y Juan Jáuregui Briales entre 1959 y 1960, incorpora en su diseño las tendencias revisionistas del Movimiento Moderno en esos años, en los que se dulcifica la rigidez de la forma estrictamente derivada de la función, con la introducción de juegos de colores, texturas, líneas ondulantes, etc. Su planta noble fue ideada por el decorador francés Jean Pierre Françoise.
En el amplio espacio diáfano central de la planta baja, se articulan las dependencias comunitarias del hotel. Las dos grandes escaleras del vestíbulo configuran el aspecto de la fachada principal, caracterizada por el cuerpo semicilíndrico que alberga la escalera principal, siendo la formalización del resto de las fachadas variada con un uso diferenciado, en función de la orientación, de parasoles y antepechos. En las plantas superiores, las habitaciones se distribuyen asimétricamente a ambos lados de la galería.